# World Games 2017/Teilnehmer (Griechenland)
| Gelbes Symbol für Goldmedaillen mit stilisierten Olympischen Ringen | Graues Symbol für Silbermedaillen mit stilisierten Olympischen Ringen | Braundes Symbol für Bronzemedaillen mit stilisierten Olympischen Ringen |
| ------------------------------------------------------------------- | --------------------------------------------------------------------- | ----------------------------------------------------------------------- |
| —                                                                   | 1                                                                     | —                                                                       |

Griechenland nahm in Breslau an den World Games 2017 teil. Die griechische Delegation bestand aus 12 Athleten.

## Medaillengewinner

### Silber
| Name                 | Sportart  | Wettkampf |
| -------------------- | --------- | --------- |
| Marie Vympranietsova | Wasserski | Sprung    |

## Teilnehmer nach Sportarten

### Billard
| Athleten              | Wettbewerb | Achtelfinale  | Achtelfinale | Viertelfinale | Viertelfinale | Halbfinale    | Halbfinale    | Finale / Platz 3 | Finale / Platz 3 | Rang          |
| Athleten              | Wettbewerb | Gegner        | Ergebnis     | Gegner        | Ergebnis      | Gegner        | Ergebnis      | Gegner           | Ergebnis         | Rang          |
| --------------------- | ---------- | ------------- | ------------ | ------------- | ------------- | ------------- | ------------- | ---------------- | ---------------- | ------------- |
| Männer                |            |               |              |               |               |               |               |                  |                  |               |
| Konstantinos Kokkoris | Dreiband   | Marco Zanetti | 25:40        | ausgeschieden | ausgeschieden | ausgeschieden | ausgeschieden | ausgeschieden    | ausgeschieden    | ausgeschieden |

### Flossenschwimmen
| Athleten                                                                               | Wettbewerb        | Finale      | Finale | Rang |
| Athleten                                                                               | Wettbewerb        | Zeit        | Rang   | Rang |
| -------------------------------------------------------------------------------------- | ----------------- | ----------- | ------ | ---- |
| Frauen                                                                                 |                   |             |        |      |
| Sofia Ktena                                                                            | 50 m Tauchen      | 16,63 s     | 5      | 5    |
| Männer                                                                                 |                   |             |        |      |
| Loukas Karetzopoulos                                                                   | 50 m Tauchen      | 14,48 s     | 5      | 5    |
| Evangelos Marinos                                                                      | 50 m Doppelflosse | 20,02 s     | 8      | 8    |
| Loukas Karetzopoulos                                                                   | 100 m             | 35,47 s     | 5      | 5    |
| Loukas Karetzopoulos Christos Christoforidis Gerasimos Oikonomopoulos Ioannis Pipinias | 4 × 100-m-Staffel | 2:24,16 min | 5      | 5    |

### Indoor-Rudern
| Athleten         | Wettbewerb                   | Zeit       | Rang |
| ---------------- | ---------------------------- | ---------- | ---- |
| Männer           |                              |            |      |
| Georgios Gioupis | 500 m Offene Gewichtsklasse  | 1:18,5 min | 12   |
| Georgios Gioupis | 2000 m Offene Gewichtsklasse | 6:10,7 min | 9    |

### Jiu Jitsu
| Athleten           | Wettbewerb      | Vorrunde       | Vorrunde | Vorrunde           | Vorrunde | Halbfinale    | Halbfinale    | Finale / Platz 3 | Finale / Platz 3 | Rang          |
| Athleten           | Wettbewerb      | Gegner         | Ergebnis | Gegner             | Ergebnis | Gegner        | Ergebnis      | Gegner           | Ergebnis         | Rang          |
| ------------------ | --------------- | -------------- | -------- | ------------------ | -------- | ------------- | ------------- | ---------------- | ---------------- | ------------- |
| Frauen             |                 |                |          |                    |          |               |               |                  |                  |               |
| Panagiota Latsinou | 55 kg Fighting  | Laure Beauchet | 8:13     | Rebekka Dahl       | 0:50     | ausgeschieden | ausgeschieden | ausgeschieden    | ausgeschieden    | ausgeschieden |
| Männer             |                 |                |          |                    |          |               |               |                  |                  |               |
| Angelos Varvarigos | +94 kg Fighting | Dejan Vukcevic | 5:12     | Alexandre Fromange | 0:50     | ausgeschieden | ausgeschieden | ausgeschieden    | ausgeschieden    | ausgeschieden |

### Karate
| Athleten          | Wettbewerb    | Vorrunde         | Vorrunde         | Vorrunde         | Vorrunde         | Vorrunde         | Vorrunde         | Halbfinale       | Halbfinale       | Finale / Platz 3 | Finale / Platz 3 | Rang             |
| Athleten          | Wettbewerb    | Gegner           | Ergebnis         | Gegner           | Ergebnis         | Gegner           | Ergebnis         | Gegner           | Ergebnis         | Gegner           | Ergebnis         | Rang             |
| ----------------- | ------------- | ---------------- | ---------------- | ---------------- | ---------------- | ---------------- | ---------------- | ---------------- | ---------------- | ---------------- | ---------------- | ---------------- |
| Frauen            |               |                  |                  |                  |                  |                  |                  |                  |                  |                  |                  |                  |
| Eleni Chatzilidou | Kumite +68 kg | nicht angetreten | nicht angetreten | nicht angetreten | nicht angetreten | nicht angetreten | nicht angetreten | nicht angetreten | nicht angetreten | nicht angetreten | nicht angetreten | nicht angetreten |

### Rhythmische Sportgymnastik
| Athleten        | Wettbewerb | Qualifikation | Qualifikation | Finale        | Finale        | Rang          |
| Athleten        | Wettbewerb | Punkte        | Rang          | Punkte        | Rang          | Rang          |
| --------------- | ---------- | ------------- | ------------- | ------------- | ------------- | ------------- |
| Frauen          |            |               |               |               |               |               |
| Eleni Kelaiditi | Ball       | 15.350        | 10            | ausgeschieden | ausgeschieden | ausgeschieden |
| Eleni Kelaiditi | Kegel      | 14.800        | 14            | ausgeschieden | ausgeschieden | ausgeschieden |
| Eleni Kelaiditi | Reifen     | 14.450        | 16            | ausgeschieden | ausgeschieden | ausgeschieden |
| Eleni Kelaiditi | Schleife   | 13.025        | 15            | ausgeschieden | ausgeschieden | ausgeschieden |

### Wasserski
| Athleten             | Wettbewerb  | Qualifikation | Qualifikation | Finale   | Finale | Rang   |
| Athleten             | Wettbewerb  | Ergebnis      | Rang          | Ergebnis | Rang   | Rang   |
| -------------------- | ----------- | ------------- | ------------- | -------- | ------ | ------ |
| Frauen               |             |               |               |          |        |        |
| Marie Vympranietsova | Sprung      | 46,0 m        | 3             | 48,2 m   | 2      | Silber |
| Männer               |             |               |               |          |        |        |
| Nikolas Plytas       | Trickfahren | 9140          | 3             | 9200     | 4      | 4      |